# Julius Wrede
Karl Gustav Julius Wrede (* 1. Dezember 1881 in Oschersleben (Bode); † 9. Mai 1958 in Dinslaken) war ein deutscher Verwaltungsbeamter, Bankmanager und Rittergutsbesitzer.

## Leben
Julius Wrede, Sohn des gleichnamigen Fabrikbesitzers Julius Wrede-Schöneiche und der Anna Hasselbach, Tochter des Gustav Hasselbach und der Elisabeth Lübke, studierte Rechtswissenschaften an der Ruprecht-Karls-Universität Heidelberg. 1900 wurde er Mitglied des Corps Vandalia Heidelberg. Nach dem Studium und der Promotion 1908 trat er in den preußischen Staatsdienst ein. 1910 legte er das Regierungsassessor-Examen bei der Regierung in Merseburg ab. Im gleichen Jahr wurde er Regierungsassessor in Merseburg. Später Regierungsrat bei der Regierung in Arnsberg, war er von November 1917 bis April 1925 Landrat des Kreises Wehlau.
Anschließend schied er aus dem Staatsdienst aus, wechselte ins Hypothekenbankgewerbe und wurde Direktor und Vorstandsmitglied der 1930 durch Fusion entstandenen Deutschen Centralbodenkredit-AG in Berlin. Er war kurzzeitig Rittergutsbesitzer als Erbe des Vaters, gemeinsam mit der Familie das Landwirts Emil Müller sen., in Kletzke in Nordbrandenburg und Mitglied des Deutschen Herrenklubs. 1937 wohnte er in Berlin.
Wrede heiratete 1911 im ostpreußischen Klonau Else Thomasius. Die drei Kinder Jürgen-Julius, Friedrich-Wilhelm und Gerda sind alle in Berlin geboren. Tochter Gerda heiratete 1935 in Kletzke Diedrich von Mecklenburg, Gutsherr auf Wieschendorf. Sohn Jürgen verheiratete sich ebenso in Kletzke, 1940, mit Elsbeth von Schenck, Tochter der Baronesse Jenny von Stromburg genannt Stromberg und des Landrats Kersten von Schenck.